# Фургал, Сергей Иванович
Серге́й Ива́нович Фурга́л (род. 12 февраля 1970, Поярково, Амурская область) — российский политический и государственный деятель. Губернатор Хабаровского края (28 сентября 2018 — 20 июля 2020).
Депутат Государственной думы Федерального собрания Российской Федерации V, VI, VII созывов (2007—2018). Председатель комитета Государственной думы VI созыва по охране здоровья (2015—2016), в VII созыве занимал пост первого заместителя председателя комитета (2016—2018). Депутат Законодательной думы Хабаровского края IV созыва на непостоянной основе (2005—2007).
20 июля 2020 года был уволен Владимиром Путиным с должности губернатора Хабаровского края в связи с утратой доверия президента России. Ранее был задержан правоохранительными органами в Хабаровске, затем арестован Басманным районным судом Москвы по обвинению в организации убийств и покушении на убийство, совершённых, по версии следствия, в 2004—2005 годах. Арест Фургала вызвал широкий общественный резонанс в России и многотысячные митинги в Хабаровске и других городах Хабаровского края.
В феврале 2023 года Фургал был осуждён на 22 года колонии строгого режима, решение вынес Люберецкий городской суд Подмосковья.

## Биография
Родился 12 февраля 1970 года в селе Поярково Амурской области в многодетной семье Ивана и Надежды Фургал. Сергей был младшим, десятым ребёнком в семье, у него пятеро сестёр и четверо братьев. Отец в Великую Отечественную войну служил на Тихоокеанском фронте, участвовал в войне с Японией, после войны работал водителем автомобиля и снабженцем, доставляя по Амурской области запчасти для сельхозтехники. Мать — верующая баптистка — вела хозяйство.
В возрасте двенадцати лет лишился большого пальца руки, когда выстрелил из самодельного огнестрельного оружия, так называемого «поджига» (является вынужденным левшой). Травма помешала Фургалу пойти в лётное училище, а позже сказалась на планах выучиться на адвоката, поскольку тогда для поступления на юридический факультет нужно было отслужить в армии, в которую не брали из-за травмы. Эти обстоятельства подтолкнули Фургала к выбору медицины как профессии, однако всё из-за той же травмы его не могли взять в хирурги, и он был вынужден выучиться на терапевта.
В 1992 году окончил Благовещенский государственный медицинский институт по специальности «лечебное дело». С 1992 по 1999 год работал в Поярковской центральной районной больнице на должностях врача-терапевта и врача-невролога.
В 2010 году, уже будучи депутатом Госдумы, Фургал окончил Российскую академию государственной службы при Президенте Российской Федерации, получив квалификацию магистра экономики по направлению «Государственное и региональное управление».

## Бизнес
В конце 1990-х старшие братья Алексей и Юрий активно торговали металлоломом с китайским городом Хэйхэ. Алексей привлёк в бизнес Сергея, в тот момент страдавшего от безденежья и развалившегося первого брака. Братьям удалось заполучить здание бывшего нелегального цеха по розливу алкоголя, после неудачной попытки устроить там магазин они продали строение. Эта сделка составила первый капитал Сергея Фургала.
В 1999 году Фургал повторно женился, уволился из больницы и с семьёй переехал в Хабаровск.
В 2000 году Сергей Фургал познакомился с авторитетным хабаровским предпринимателем Игорем Богдановым, завладевшим в 1997 году заводом стиральных порошков «СТИМ», после исчезновения директора предприятия Эдуарда Кучинского. Фургал выкупил у Богданова часть заводского цеха и устроил там свою первую металлобазу. Основным партнёром по бизнесу стал Николай Мистрюков — в 2001 году они создали компанию «МиФ», скупавшую по всему краю чёрные металлы для перепродажи в Китай. В следующие несколько лет их пункты приёма металла открылись по всему Приамурью.
Не позднее 2004 года за «силовое сопровождение» бизнеса Сергея Фургала отвечала банда Михаила Тимофеева, выходца из ОПГ «Общак». Как позже выяснит следствие, «тимофеевские» в июле 2004 года организовали покушение в Амурской области на Александра Смольского, владельца небольшого бизнеса по металлоприёму. В октябре 2004 водитель Сергея Фургала и один из «тимофеевских» застрелил Романа Сандалова, ранее пытавшегося ограбить одну из точек «МиФа» в Лермонтовке. 29 октября 2004 года был убит бизнесмен Евгений Зоря. Тогда Игорь Богданов с ведома Фургала продал предпринимателю весь завод, а после передачи денег пришёл вместе с ним и потребовал у Зори назад цех, используемый под металлобазу, и железнодорожную ветку к нему. 31 января 2005 года у собственного дома был расстрелян бизнесмен и младший партнёр Фургала Олег Булатов, его доля в бизнесе перешла Фургалу. Эти эпизоды в дальнейшем лягут в основу уголовного преследования.
Кроме лома чёрного металла, Фургал с начала 2000-х занимался торговлей лесоматериалами (ООО «Алькума»). Также он был совладельцем частного охранного предприятия (ЧОП «Штурм»). На 2020 год, по данным СПАРК, Фургал владел 25 % в двух действующих дальневосточных компаниях — ООО «Алькума» и ООО «Дальпромснаб». Эти доли находятся в доверительном управлении. Ещё рядом компаний владеет супруга Фургала Лариса Стародубова. В их числе ООО «Диалог», ООО «Сталком» и УК «Амурсталь» — доли в этих компаниях принадлежат также бизнес-партнёру Фургала Николаю Мистрюкову.

## Депутат думы Хабаровского края
Весной 2005 года Сергей Фургал смог убедить федеральное руководство ЛДПР, что он более подходящая кандидатура Хабаровского регионального отделения партии. В итоге он сменил на этом посту Леонида Разуванова, а в октябре 2005 года был выдвинут партией первым номером по общекраевому списку кандидатов в депутаты Законодательной думы Хабаровского края IV созыва. Финансировал работу и развитие хабаровского регионального отделения ЛДПР.
На состоявшихся 11 декабря 2005 года выборах, которые проходили по смешанной системе (13+13), список ЛДПР набрал 11,56 % голосов, партия получила два мандата. Вместе с Фургалом депутатом региональной думы стал его бизнес-партнёр Николай Мистрюков. Фургал был депутатом на непостоянной основе.
В 2006 году назначен начальником дальневосточного филиала федерального казённого учреждения «Государственная экспертиза проектов МЧС России» и занимал эту должность вплоть до избрания депутатом Госдумы в 2007 году.

## Депутат Государственной думы
Осенью 2007 года Сергей Фургал вошёл в список ЛДПР на выборах в Государственную думу пятого созыва (№ 1 в региональной группе № 79 Хабаровский край). На состоявшихся 2 декабря 2007 года выборах, которые проводились по пропорциональной системе, в Хабаровском крае ЛДПР получила 13,39 % при 8,14 % по России. В итоге Фургал был избран депутатом по списку ЛДПР. В Госдуме пятого созыва занимал должность заместителя председателя комитета по делам федерации и региональной политики.
После избрания депутатом Госдумы Фургал сохранил за собой пост руководителя Хабаровского краевого отделения ЛДПР, однако его деятельность в региональном отделении ЛДПР стала малозаметна. После избрания Фургала удостоверение помощника депутата получил глава ОПГ Михаил Тимофеев, в 2011 году он был арестован и получил 8 лет.
Осенью 2011 года Сергей Фургал вошёл в список ЛДПР на выборах в Государственную думу шестого созыва (№ 1 в региональной группе № 33, в которую входили Хабаровский край, Сахалинская область и Еврейская автономная область). На состоявшихся 4 декабря 2011 года выборах, которые вновь проводились по пропорциональной системе, ЛДПР в Хабаровском крае получила 19,82 % при 11,68 % по России. Фургал был снова избран депутатом по списку ЛДПР.
С осени 2015 года по осень 2016 года занимал должность председателя думского комитета по охране здоровья. Занимавший эту должность перед Фургалом депутат от ЛДПР Сергей Калашников был назначен сенатором от Брянской области. В шестом созыве этот думский комитет в результате договорённости между партиями был отдан ЛДПР. С 5 октября 2016 года, согласно информации на сайте комитета Госдумы по охране здоровья, являлся первым заместителем председателя комитета.
Летом 2016 года был выдвинут партией ЛДПР выборах в Государственную Думу седьмого созыва по Комсомольскому одномандатному округу № 70. По словам кандидата на должность депутата Госдумы от этого округа, предпринимателя Геннадия Мальцева, ещё до выборов округ называли договорным и согласованным под Сергея Фургала, так как «Единая Россия» не выдвинула своего кандидата. На выборах Фургал получил большинство голосов (39,9 %), опередив кандидата от КПРФ Вадима Воеводина, и был избран депутатом Государственной думы VII созыва.
За 11 лет в Госдуме Сергей Фургал выступил автором 17 законопроектов, в основном в соавторстве с другими депутатами. В 2008 году таких законопроектов было 3, в 2009 — 3, в 2013 — 1, в 2014 и 2015 годах — по 2, в 2016 — 4, в 2018 — 2. Так, в 2014 году он прорабатывал законопроект «Об исчислении времени», в 2016 году принял участие в формировании поправок в статью 8 Закона Российской Федерации «О трансплантации органов и (или) тканей человека», в 2018 году был соавтором законопроекта «О мерах воздействия (противодействия) на недружественные действия Соединенных Штатов Америки и иных иностранных государств». В марте 2016 года Фургал озвучивал идею обязать выпускников медицинских вузов отработать по распределению в определённой больнице или поликлинике от трёх до пяти лет. Эти предложения обрели форму законопроекта уже в 2025 году.
Депутатские полномочия были прекращены досрочно 9 октября 2018 года в связи с переходом на государственную службу.

## Губернатор Хабаровского края

### Выборы губернатора
Дважды баллотировался на пост губернатора Хабаровского края: в 2013 и 2018 годах.
В 2013 году Фургал был выдвинут партией ЛДПР кандидатом в губернаторы Хабаровского края. На состоявшихся в единый день голосования 8 сентября 2013 года выборах набрал 19,14 %, проиграв кандидату от «Единой России» Вячеславу Шпорту (63,92 %). Явка на выборах составила 33,88 %.
Принимал участие в выборах губернатора Хабаровского края, состоявшихся в единый день голосования 9 сентября 2018 года. По итогам первого тура вышел во второй вместе с Вячеславом Шпортом (35,62 %) с результатом 35,81 %, в абсолютных числах опередив его на 675 голосов избирателей. Издание Meduza отмечало, что кампания Фургала «выглядела скорее как напоминание о себе перед выборами в федеральный парламент», политик фактически её не вёл и даже предлагал Шпорту не выдвигать себя как технического кандидата. По данным издания, перед вторым туром Фургалу предлагали снять свою кандидатуру, и он сперва согласился, но в последний момент сниматься не стал. Его победа на выборах объяснялась усталостью электората от действующего губернатора и тем, что Фургал оказался удобной фигурой для протестного голосования — он был чуть ли не единственный узнаваемый кандидат в бюллетене. Во втором туре, состоявшемся 23 сентября 2018 года, Фургал одержал победу над Шпортом с большим отрывом — 69,57 % против 27,97 %. Явка избирателей в первом туре выборов составила 36,09 %, во втором — 47,49 %.
26 сентября 2018 года избиркомом Хабаровского края Фургал признан избранным губернатором Хабаровского края. В тот же день он послал в Государственную Думу заявление о снятии с себя полномочий депутата, так как должность парламентария и главы субъекта федерации по закону несовместимы. Его депутатские полномочия были прекращены 26 сентября в соответствии с постановлением Госдумы.

### Деятельность
Торжественная церемония вступления в должность губернатора состоялась 28 сентября 2018 года.
24 декабря 2018 года Фургал заявил, что намерен добиваться предоставления Хабаровску статуса города федерального значения. Предложение вызвало бурное обсуждение среди жителей региона и дальневосточных экспертов, однако никакого продолжения это предложение не получило.
Одним из основных направлений деятельности Сергея Фургала в должности губернатора стало сокращение расходов и бюджетного дефицита за счёт реорганизации учреждений, сокращения штата, расходов на машины, помещения, перелеты, а также льготы. В феврале 2019 года Фургал конкретизировал цифры: он заявил, что власти края намереваются сократить государственный долг региона с 49,1 млрд в январе 2019 года до 30 млрд рублей к 2025 году. Одним из первых шагов в оптимизации бюджета стало приостановление в октябре 2018 года по личному распоряжению губернатора госзакупок на сумму 150 млн рублей и выставление на торги «ненужных приобретений», вроде правительственной яхты. В декабре 2018 года Фургал подписал постановление, устанавливающее новый порядок расчёта доплат бывшим госслужащим и депутатам, и позволяющее экономить 9 млн рублей в год. В феврале 2019 года Фургал объявил, что сократил зарплату губернатора: с 1,4 млн рублей при Шпорте до 400 тыс. рублей в месяц. В середине марта утвердил запрет в отношении всех членов краевого правительства, за исключением трёх первых заместителей главы правительства, на полёты в командировки бизнес-классом за счёт средств региона. В мае губернатор поручил уполномоченной комиссии краевого правительства разработать план по сокращению расходов на региональных чиновников на 15 %, в октябре он объявил о сокращении должности вице-губернатора Хабаровского края в целях экономии.
1 марта 2019 года Законодательная дума Хабаровского края приняла два закона о внесении изменений в Устав Хабаровского края, ограничивающих полномочия губернатора. Так, первый закон установил норму, что отныне губернатор края должен будет согласовывать с краевой Думой кандидатов на некоторые должности в правительстве. Второй закон устанавливал норму, запрещающую главе региона вносить поправки в законопроекты, уже прошедшие в Законодательной думе второе чтение. Кроме того, депутаты исключили из Устава края упоминание о том, сколько членов региональной думы избираются по одномандатным спискам, а сколько — по партийным (ранее 18 — по одномандатным, 18 — по партийным). Необходимость внесения изменения авторы законопроекта мотивировали тем, что такая норма уже есть в избирательном законодательстве края. В связи с принятием последнего изменения выборы в Законодательную думу Хабаровского края в сентябре 2019 года прошли по новому порядку — 24 депутата избирались по одномандатным округам, а 12 — по партийным спискам. Ряд информационных агентств утверждал, что увеличение количества депутатов, избираемых в одномандатных округах, может повысить шансы представителей «Единой России» на получение большего числа мест в Законодательной думе региона. Закон Хабаровского края «О внесении изменений в отдельные законодательные акты Хабаровского края» от 30.10.2013 г. был принят Законодательной думой V созыва, полномочия которого истекли осенью 2014 года, спустя несколько месяцев после избрания губернатором Вячеслава Шпорта. В статье 3 этого закона отменялась обязанность губернатора вносить на рассмотрение Думы кандидатуры в правительстве, а также отменялась возможность вынесения краевой Думой импичмента губернатору и тем членам правительства, в утверждении которых она принимала участие. Законом, принятым 1 марта 2019 года, Законодательная дума буквально отменила статью 3 закона от 2013 года.
6 февраля 2019 года выполнение долгосрочного комплексного плана социально-экономического развития Комсомольска-на-Амуре было раскритиковано вице-премьером — полномочным представителем президента России в ДФО Юрием Трутневым. Местные СМИ заявляли о неосвоении суммы, выделенной на строительство и модернизацию объектов в рамках долгосрочного плана развития Комсомольска-на-Амуре, в 426 млн рублей. 18 апреля 2019 года Михаил Панков, назначенный 30 января на должность заместителя председателя правительства Хабаровского края по развитию Комсомольска-на-Амуре, был освобождён от неё, сама должность была сокращена. 30 мая 2019 года, выступая перед краевой Законодательной думой, Фургал сказал, что в связи с неосвоением выделенных на реализацию долгосрочного комплексного плана социально-экономического развития Комсомольска-на-Амуре средств за 2018 год Хабаровский край вернул в федеральный бюджет России 571 млн рублей.
4 апреля 2019 года Фургал на пресс-конференции отверг предположения о влиянии на него накануне задержанного по делу о причинении ущерба «Роснефти» бывшего губернатора Хабаровского края (1991—2009), полномочного представителя президента России в ДФО (2012—2013) Виктора Ишаева. Ранее источники «Ведомостей» отмечали, что Ишаев поддерживал Фургала на губернаторских выборах в 2018 году и что несколько людей из команды бывшего главы региона вошли в состав нового правительства.
В июне 2019 года Фургал внёс в Законодательную думу Хабаровского края проект закона о возвращении прямых выборов глав районов Хабаровского края. Закон о прямых выборах глав районов был принят в третьем чтении краевой думой нового состава 24 октября и вступил в силу 5 ноября 2019 года.
На выборах в Законодательную думу Хабаровского края, прошедших в единый день голосования 8 сентября 2019 года по новой избирательной системе (12 депутатов по партийным спискам и 24 по одномандатным округам), победу одержала ЛДПР. По партийным спискам ЛДПР получила 56,12 % голосов избирателей, а в одномандатных округах от партии избрались 22 депутата, тем самым партия получила 30 из 36 мандатов в краевом парламенте. Кроме того, на дополнительных выборах депутата Государственной Думы по Комсомольскому одномандатному округу № 70, депутатское место от которого стало вакантно после вступления Сергея Фургала в должность губернатора Хабаровского края, победил кандидат от ЛДПР Иван Пиляев, набрав 39,12 % голосов, также кандидаты от ЛДПР получили 34 из 35 мест в Хабаровской городской думе. Некоторые анонимные источники информационных агентств в партии «Единая Россия» и эксперты связывали победу ЛДПР на выборах в краевой парламент и муниципальные собрания с тем, что губернатор Хабаровского края является представителем ЛДПР, а среди населения края отмечается неприязнь и обида на «Единую Россию». «Медуза» отмечала, что на региональных выборах Фургал «не стал возглавлять список ЛДПР, не агитировал за свою партию», чтобы дать возможность «Единой России» компенсировать проигрыш на губернаторских выборах. Однако плану помешало протестное голосование.
В середине ноября 2019 года в интернете появилась аудиозапись разговора людей с голосами, похожими на голоса Сергея Фургала и Юрия Трутнева, в ходе которого Трутнев заявил, что его беспокоит высокий рейтинг Фургала и падение рейтинга президента. В ответ на это глава региона связал это с действием провокаторов, «приезжих из Москвы», специально «противопоставляющих Москву и Хабаровский край», и заявил, что планирует бороться с этой ситуацией.
Выступая за день до задержания перед Законодательной думой с ежегодным отчётом об итогах работы, Сергей Фургал отметил, что госдолг Хабаровского края на момент его прихода составлял 69,7 % от суммы собственных доходов и теперь сократился до 66,3 %, дефицит бюджета региона уменьшился с 9,7 млрд рублей в 2018 году до 3,2 млрд рублей в 2019 году. Также он отчитался об экономии в 1 миллиард рублей на управленческом аппарате.
20 июля 2020 года отрешён Владимиром Путиным от должности губернатора Хабаровского края в связи с утратой доверия президента России. Данный Указ был оспорен жителями Хабаровского края в Верховном Суде Российской Федерации. Но суд отказался рассматривать административные иски граждан. В настоящее время жителями края поданы жалобы в Европейский суд по правам человека.
По данным социологических исследований, губернатор Фургал стал для Хабаровского края символом противостояния региона федеральной власти. По мнению социологов, население в целом не отождествляет Фургала с властной вертикалью и рассматривает его как самостоятельного и открытого политика, что работает на его рейтинг.

## Уголовные дела
В апреле 2019 года заместитель председателя Следственного комитета России Игорь Краснов по поручению главы СКР Александра Бастрыкина начал изучать решения региональных следователей, приостановивших расследование ряда уголовных дел, возбуждённых по фактам особо тяжких преступлений, совершённых в Хабаровском крае и Амурской области в 2004—2005 годах, после чего эти дела были переданы в Главное управление по расследованию особо важных дел. По версии источника «Росбалта», те преступления были принципиально раскрыты ещё в 2005 году, но расследования дел по убийствам тогда намеренно приостановили.
20 ноября 2019 года сотрудники МВД и ФСБ задержали экс-депутата Хабаровской краевой думы и делового партнёра Фургала Николая Мистрюкова, а также Марата Кадырова, Андрея Палея и Александра Карепова. Все четверо были арестованы Басманным районным судом и обвинены ГУРОВД СКР в убийстве бизнесмена Евгения Зори, совершённом в Хабаровске в 2004 году, покушении в 2005 году на амурского предпринимателя Александра Смольского и убийстве в том же году бизнес-партнёра Сергея Фургала Олега Булатова.
Следственные действия затронули организации, к которым имели отношение задержанные. В частности, 17 и 18 ноября сотрудники правоохранительных органов изъяли документы в офисах группы компаний «Торэкс», в которой жене Фургала Ларисе Стародубовой принадлежит 25 % долей и ещё 25 % — Николаю Мистрюкову. Выемки документов прошли также в кабинетах зампреда правительства региона Юрия Золочевского и краевого министра промышленности Сергея Денисенко.
Николай Мистрюков, находясь в СИЗО «Лефортово» с ноября 2019 года, дал показания на Сергея Фургала.
Утром 9 июля 2020 года спецназ Федеральной службы безопасности России совместно с сотрудниками Следственного комитета задержал Фургала возле его дома в Хабаровске, когда он собирался ехать на работу. Задержанного этапировали самолётом в Москву, так как, по словам главы комитета Госдумы по информационной политике, информационным технологиям и связи Александра Хинштейна, Сергей Фургал как «человек, связанный с дальневосточным преступным сообществом (ОПС) „Общак“», может использовать свои связи во властных структурах, оказать давление на свидетелей и сам ход предварительного следствия. В отношении Фургала было возбуждено уголовное дело — по данным следствия, он является организатором покушения на убийство предпринимателя Александра Смольского 24 июля 2004 года и убийств бизнесменов Евгения Зори в 2004 году и Олега Булатова в 2005 году. Губернатор был задержан в рамках расследования многоэпизодного дела в отношении ОПГ, причастной к совершению особо тяжких преступлений против жизни и здоровья предпринимателей в Хабаровском крае и Амурской области; Фургала также проверяют на причастность к убийствам коммерсантов Александра Адамова и Романа Сандалова. Оперативное сопровождение по делу осуществляет ФСБ России.
В один день с Сергеем Фургалом были задержаны ещё четверо: хабаровские депутаты от ЛДПР Дмитрий Козлов (был заместителем директора по безопасности на заводе «Амурсталь») и Сергей Кузнецов (гендиректор компании «Торэкс-Хабаровск», юрлица «Амурстали»), а также двое хабаровских предпринимателей — бывший гендиректор «Дальпромснаб» Николай Шухов и директор компании «Дальневосточный монолит» Евгений Аверьянов. Козлов и Кузнецов подозреваются следствием в особо крупном мошенничестве (ч. 4 ст. 159 УК).
10 июля Басманный суд Москвы арестовал Сергея Фургала на два месяца до 9 сентября. Фургал причастность к тяжким преступлениям отрицает, а его защита утверждает, что «не мог никого убивать хотя бы потому, что по первой специальности он врач и давал клятву Гиппократа». 20 июля Следственный комитет рассказал, что в 2004 году Фургал и Мистрюков были задержаны в качестве подозреваемых в убийстве бизнесмена Евгения Зори, но тогда дело прекратили из-за отсутствия доказательств. По версии следствия, Фургал «оказывал серьёзное давление на отдельных высокопоставленных сотрудников милиции», которые информировали его о ходе расследования, что позволяло ему скрывать следы своей причастности к преступлению.
2 сентября 2020 года Николай Мистрюков дал признательные показания и заключил досудебное соглашение о сотрудничестве со следствием. Он заявил следствию, что Сергей Фургал является одним из организаторов убийства и покушения на убийство Олега Булатова и Александра Смольского. В тот же день Следственный комитет предъявил Сергею Фургалу обвинение в организации убийства предпринимателя Евгения Зори. Ранее СК на протяжении двух месяцев не мог выдвинуть обвинение из-за особенностей уголовно-процессуального кодекса и апелляции со стороны защиты Фургала.
3 сентября 2020 года Басманный суд удовлетворил ходатайство следствия и продлил на три месяца (до 9 декабря) содержание под стражей Сергея Фургала. Перед заседанием Фургал заявил, что руководитель следственной группы генерал-майор юстиции Юрий Буртовой обещал привлечь к уголовной ответственности его бывшую жену и дочь по делу «Амурстали». Процесс закрыли «в целях безопасности участников процесса».
Показания на Фургала дали четверо человек, в том числе заключивший досудебное соглашение его бывший деловой партнёр Николай Мистрюков и ранее осуждённый за вымогательство бывший сотрудник хабаровского МВД Владимир Першин. По информации издания «Медуза», уголовное дело против Фургала основано на показаниях одного свидетеля — Владимира Першина, который в свою очередь, услышал о возможной причастности Фургала к убийствам от другого человека. Он утверждает, что был «крышей» бизнеса Фургала по сбору металлолома и что дать показания против него его побудила политическая активность Сергея Фургала.
Фургал находится в «Лефортове», в одной камере с бывшим министром по координации деятельности «Открытого правительства» Михаилом Абызовым. В начале октября Сергей Фургал пожаловался на снижение зрения из-за условий в камере.
1 марта 2021 года СКР попросил суд до 8 июня продлить срок ареста Сергея Фургала, ходатайство следствия было удовлетворено.
5 апреля 2021 года «Коммерсантъ» опубликовал большое интервью с Фургалом, в котором экс-глава Хабаровского края «поделился своей версией уголовного преследования» и заявил, что он «не совершал никаких преступлений».
5 июля 2021 года Мосгорсуд продлил арест Фургала на 3 месяца, до 7 октября, а 1 октября — ещё на 2 месяца, до 7 декабря.
1 октября 2021 года Мосгорсуд по ходатайству Главного следственного управления Следственного комитета России продлил на два месяца срок содержания под стражей Сергею Фургалу.
4 октября 2021 года Басманный райсуд Москвы по ходатайству Главного следственного управления Следственного комитета России ограничил Сергею Фургалу время ознакомления с материалами его уголовного дела.
18 октября 2021 года Сергей Фургал потребовал рассмотреть его дело в суде присяжных.
22 октября 2021 года стало известно, что Сергею Фургалу вскоре предъявят новое обвинение. В соответствии с версией СКР, он выступал организатором преступного сообщества (ст. 210 УК РФ), вовлечённого в семь эпизодов крупного мошенничества (ч. 4 ст. 159 УК РФ). Защита Фургала полагает, что таким образом обвинение пытается подстраховаться на случай оправдательного вердикта присяжных по первому делу. Сам Фургал заявил, что не считает преступлением ни одну из инкриминируемых финансовых операций ГК «Торэкс». В рамках нового уголовного дела в качестве обеспечительной меры Центральный районный суд Хабаровска в мае 2022 года арестовал имущества Сергея Фургал на сумму свыше 50 млн рублей.
22 марта 2022 года защита Фургала добилась открытого суда, сославшись на статью 13 Кодекса судейской этики, которая, в частности, гласит, что эффективность судейской деятельности зависит от доверия к ней со стороны общества.
11 мая 2022 года Люберецкий городской суд Московской области начал рассматривать по существу уголовное дело о двух заказных убийствах и покушении. Ожидалось, что суд будет проходить трижды в неделю и растянется на месяцы. Гособвинитель объявил о включении в состав предполагаемой преступной группировки бывшего криминального авторитета из Хабаровского края Михаила Тимофеева (заочное обвинение ему было предъявлено в мае 2021 года, в декабре СКР объявил его в международный розыск). По версии следствия, Тимофеев связал предполагаемого заказчика с исполнителями преступлений.
2 февраля 2023 года присяжные заседатели вынесли обвинительный вердикт в отношении Сергея Фургала, признав его виновным в организации покушения на убийство бизнесмена Александра Смольского, а также в организации убийства предпринимателей Евгения Зори и Олега Булатова, и не заслуживающим снисхождения.
8 февраля 2023 года путём частичного сложения наказаний прокурор попросил назначить Сергею Фургалу наказание в виде 23 лет лишения свободы, с отбыванием наказания в колонии строгого режима.
10 февраля 2023 года Сергей Фургал был осуждён на 22 года колонии строгого режима. Соответствующее решение вынес Люберецкий городской суд Подмосковья. В феврале 2025 года Верховный суд отклонил кассационную жалобу на этот приговор. В мае того же года Хабаровский краевой суд отклонил жалобы на взыскание с Фургала 8,5 млрд руб, оставив тем самым эту сумму взыскания в силе .

### Протесты
Задержание Фургала вызвало многотысячные стихийные митинги и шествия в его поддержку в Хабаровске 11 июля и в последующие дни, а также митинги в других городах края. По данным издания «Коммерсантъ», число собравшихся, в частности, 11 июля, по разным оценкам, могло составить от 30 до 35 тысяч человек, по оценкам МВД, в акциях приняли участие от 10 до 12 тыс. человек. По данным «Транссибинфо», митинги в Хабаровске и Комсомольске-на-Амуре собрали около 55 тыс. человек. Митинги в поддержку Фургала на середину ноября 2020 года продолжались более 130 дней.

## Судебные тяжбы
В 2025 году Сергей Фургал, находясь в заключении, подал иск о защите чести, достоинства и деловой репутации к ООО «Телекомпания “Штрихкод”» (канал «Соловьев Live») и журналисту из Екатеринбурга Иннокентию Шеремету. Фургал обвинил  Шеремета в том, что  тот распространил недостоверные сведения, порочащие честь и достоинство Сергея Фургала, в эфире программы «День Z с Иннокентием Шереметом». Например, Иннокентий Шеремет неоднократно заявлял о причастности Фургала к деятельности преступного сообщества «Общак» и совершении им преступлений, обвиняя в многочисленных убийствах в 1990-е годы. Фургал посчитал эти высказывания оскорбительными и ложными и попросил суд признать данные сведения порочащими и не соответствующими действительности. Он также требует, чтобы  студия «Соловьев Live» и Иннокентий Шеремет опубликовали опровержение и собирается взыскать с них компенсацию морального вреда.

## Собственность и доходы семьи
Согласно декларации, в 2018 году Сергей Фургал и его жена заработали 5,46 млн рублей, активы компаний которых принадлежат Ларисе Стародубовой. Семье принадлежат две квартиры общей площадью 106,8 м², три земельных участка площадью свыше 4500 м², два жилых дома, автомобили «Lexus LX570» и «Toyota Land Cruiser», две моторные лодки «Прогресс» и «Меркурий».

## Награды
- Почётная грамота председателя Государственной Думы Бориса Грызлова (2008, Москва) — за существенный вклад в развитие законодательства и парламентаризма в Российской Федерации.
- Памятная медаль «XXII Олимпийские зимние игры и XI Паралимпийские зимние игры 2014 года в г. Сочи» (2014, Москва) — за значительный вклад в подготовку и проведение XXII Олимпийских зимних игр и XI Паралимпийских зимних игр 2014 года в г. Сочи.
- Благодарность Правительства Российской Федерации (2017, Москва) — за заслуги в законотворческой деятельности и многолетний добросовестный труд.
- Медаль МЧС России «За отличие в ликвидации последствий чрезвычайной ситуации» (2020, Москва) — за отличие в ликвидации последствий наводнения на реке Амур в 2019 году.

## Семья
Родился в многодетной семье (был десятым ребёнком).
Бывшая жена — Лариса Павловна Стародубова — предприниматель, является учредителем нескольких компаний, занимающихся производством и продажей металла. Летом 2020 года Фургал заявил, что официально разведён с Ларисой Стародубовой с 2013 года и состоит в гражданском браке.
Имеет троих детей. Один из сыновей — Антон Фургал (род. 2 августа 1991) в 2014 году, будучи студентом, баллотировался в Хабаровскую городскую думу по округу № 33 и в краевую — по Транспортному округу (№ 4 в списке), но избран не был. В 2021 году баллотировался в Государственную думу как независимый депутат-самовыдвиженец, но не был зарегистрирован из-за недосбора подписей. Другой сын, Кирилл (род. 2000), учится в МГУ на коммерческом отделении факультета политологии. Также есть приёмная дочь Екатерина Малофеева, 1989 года рождения.
Старший брат — Вячеслав Фургал (24 мая 1953 — 13 июня 2020) — политик, член ЛДПР, депутат Законодательной думы Хабаровского края от ЛДПР (2010—2020). Умер от последствий коронавирусной инфекции. Ранее, в 2006—2008 годах, так же, как и Сергей Фургал, возглавлял Дальневосточный филиал государственной экспертизы проектов МЧС России.
Два других брата — Юрий и Алексей — политики в Амурской области. Алексей Фургал (род. 5 мая 1968) — член ЛДПР, в 2012—2016 годах являлся депутатом Законодательного собрания Амурской области. Юрий Фургал (род. 5 апреля 1966 — 13 декабря 2021) — в 2009—2013 годах — депутат от ЛДПР Зейского городского совета народных депутатов.
Мать братьев Фургалов является почётной жительницей амурского Пояркова.